# Lepanthes lilijae
Lepanthes lilijae är en orkidéart som beskrevs av Ernesto Foldats. Lepanthes lilijae ingår i släktet Lepanthes och familjen orkidéer. Inga underarter finns listade i Catalogue of Life.